# Gmina Brzozie
Die Gmina Brzozie ist eine Landgemeinde im Powiat Brodnicki der Woiwodschaft Kujawien-Pommern in Polen. Ihr Sitz ist das gleichnamige Dorf (deutsch Polnisch Brzozie, 1942–1945: Altbrosen).

## Gliederung
Zur Landgemeinde Brzozie gehören 11 Dörfer (deutsche Namen bis 1945) mit einem Schulzenamt:
| - Brzozie (Polnisch Brzozie, 1942–1945: Altbrosen) - Jajkowo (Hoheneck) - Janówko (Janowko) | - Małe Leźno (Klein Leßno) - Mały Głęboczek (Klein Glemboczek) - Sugajno (Sugaino) - Świecie (Schwetz) | - Trepki (Trepki) - Wielki Głęboczek (Groß Glemboczek) - Wielkie Leźno (Groß Leßno) - Zembrze (Zembrze) |

Eine weitere Ortschaft der Gemeinde ist Kantyła (Kantylla).
|  |